# Kina
O kina ou, na sua forma aportuguesada, quina (símbolo: K,código: PGK; plural em português: kinas ou quinas) é a moeda corrente na Papua-Nova Guiné. É subdividida em 100 toea. 
A palavra kina é derivada de um termo do dialeto kuanua da região dos Tolai, e que refere-se a uma pérola amplamente usada no comércio de ambas as zonas costeiras do país.

## História
O kina foi introduzido em 19 de abril de 1975, substituindo o dólar australiano. até 31 de dezembro de 1975. As duas moedas eram iguais em valor (K1 = A$1). No dia seguinte, o dólar deixou de ter curso legal na Papua Nova Guiné.
Em 1975, foram introduzidas moedas de 1, 2, 5, 10 e 20 toeas e de 1 kina. As moedas de 1 e 2 toeas foram cunhadas em bronze, e as demais em cuproníquel. A moeda de 1 kina é redonda e furada no centro, e teve seu tamanho reduzido a partir de 2006. Em 2008 foi introduzida uma moeda bimetálica de 2 kinas, destinada a substituir a notas de mesmo valor.